# 83363 Yamwingwah
83363 Yamwingwah este un asteroid din centura principală de asteroizi.

## Descriere
83363 Yamwingwah este un asteroid din centura principală de asteroizi. A fost descoperit pe 17 septembrie 2001 la Observatorul Desert Eagle de William Kwong Yu Yeung. Asteroidul prezintă o orbită caracterizată de o semiaxă mare de 2,77 ua, o excentricitate de 0,02 și o înclinație de 4,0° în raport cu ecliptica.